# 德尔瓦·卡西雷·库马科耶
努尔丁·德尔瓦·卡西雷·库马科耶（1949年—），乍得政治家，乍得争取民主进步联盟领袖，曾两度出任乍得总理。
| 前任： 菲代勒·穆加             | 乍得总理 1993年－1995年 | 繼任： 纳苏尔·瓦多          |
| 前任： 阿杜姆·尤努斯米（代理） | 乍得总理 2007年－2008年 | 繼任： 优素福·萨利赫·阿巴斯 |